# Ataru (serie televisiva)
Ataru è un dorama primaverile in 11 puntate di TBS andato in onda nel 2012.

## Trama
Ataru è un uomo che soffre di autismo, più specificamente Sindrome di Asperger: è definito un "savant", cioè ufficialmente invalido ma in possesso di straordinarie capacità in determinati specifici settori che corrispondono ai suoi interessi e passioni.
Ha una memoria fotografica eccezionale e con la sua capacità intuitiva di raccogliere e dar un significato a minuscoli dettagli apparentemente irrilevanti per gli altri, riesce attraverso la deduzione a risolvere casi polizieschi in cui il colpevole è sempre rimasto sconosciuto.
Tramite internet si tiene informato sugli ultimi crimini e delitti, la sua passione rasenta l'ossessione: ma Ataru ha anche un suo personale passato che in parte almeno verrà a spiegare il suo strano comportamento. Entrerà in contatto con la squadra investigativa cittadina ed inizierà la sua fattiva collaborazione, sempre in forma anonima e nascosta dietro lo schermo di un PC.
Il dipartimento di polizia inizia a chiedere il suo aiuto nel risolvere certi casi particolarmente difficili.

## Star ospiti
- Noh Hyung-Woo
- Yuka Itaya - Iku Saiki (ep. 1)
- Maki Sakai - Nobuko Saotome (ep. 2)
- Hana Hizuki - Misaki Shoda (ep. 2)
- Yu Kamio - Takashi Saotome (ep. 2)
- Kazuhiko Kanayama - Osamu Masumoto (ep. 2)
- Rei Saito - Saegusa Masumoto (ep. 2)
- Daikichi Sugawara - Satoshi Abiko (ep. 2)
- Hitomi Takahashi - Keiko Yuge (ep. 3)
- Yosuke Asari - Takumi Yuge (ep. 3)
- Ai Takahashi - Yuko Kojima (ep. 3)
- Fumino Kimura - (ep. 4)
- Yūta Hiraoka - (ep. 4, 10)
- Yoshinori Okada (ep. 5)
- Takeshi Masu (ep. 7)
- Jun Matsumoto (ep. 8)
- Tamori (ep. 11)

## Episodi
| Nº      | Giapponese 「Kanji」 - Rōmaji | In onda        | In onda |
| Nº      | Giapponese 「Kanji」 - Rōmaji | Giapponese     |         |
| CASE 1  | 「謎の青年が呟く殺人事件のキーワード!世界初の新感覚ミステリ登場」 - Nazo no seinen ga tsubuyaku satsujin jiken no kīwādo! Sekai-hatsu no shin kankaku misuteri tōjō | 15 aprile 2012 |         |
| CASE 2  | 「証拠ゼロの殺人!完全犯罪を突き崩せ!!」 - Shōko zero no satsujin! Kanzen hanzai o tsuki kuzuse!!                                                                    | 22 aprile 2012 |         |
| CASE 3  | 「身勝手な男心vs奇妙な女心」 - Migattena otokogokoro vs kimyōna on'nagokoro                                                                                         | 29 aprile 2012 |         |
| CASE 4  | 「最大の危機!!チョコザイ拉致&天才鑑定士の罠」 - Saidai no kiki!! Chokozai rachi& tensai kantei-shi no wana                                                          | 6 maggio 2012  |         |
| CASE 5  | 「本当にあった透明人間事件」 - Hontōniatta tōmei ningen jiken | 13 maggio 2012 |         |
| CASE 6  | 「絶対音感の知られざる殺意」 - Zettaiotokan no shira rezaru satsui                                                                                                  | 20 maggio 2012 |         |
| CASE 7  | 「さらば男達の絆!!殺人刑事」 - Saraba otokotachi no kizuna!! Satsujin keiji                                                                                         | 27 maggio 2012 |         |
| CASE 8  | 「チョコザイの正体と目的!!」 - Chokozai no shōtai to mokuteki!! | 3 giugno 2012  |         |
| CASE 9  | 「幼児虐待!!でもママが好き」 - Yōji gyakutai!! Demo mama ga suki | 10 giugno 2012 |         |
| CASE 10 | 「父だけが知っていた殺人手法」 - Chichi dake ga shitteita satsujin shuhō                                                                                            | 17 giugno 2012 |         |
| CASE 11 | 「さらばチョコザイ!!そして母の死の真相」 - Saraba chokozai!! Soshite haha no shi no shinsō                                                                          | 24 giugno 2012 |         |